# Isla de Anticosti
La isla de Anticosti (en francés: Île d'Anticosti; en inglés: Anticosti Island) es una gran isla de Canadá situada en el golfo de San Lorenzo, en la provincia de Quebec. Con sus 7892,52 km² de superficie, es la isla más grande de la provincia y es la 90.º más grande del mundo. Por el norte, la isla de Anticosti está separada del territorio continental de Quebec por el estrecho de Jacques Cartier y, por el sur, de la península de Gaspesia por el estrecho de Honguedo. Su lago más grande es el lago Wickenden, que alimenta al río Júpiter. Es rocosa y está cubierta en su mayoría de bosques. 
A pesar de su gran tamaño (217 km de largo y entre 16−48 km de ancho), Anticosti está muy escasamente poblada: 266 habitantes en 2001, localizados en su mayor parte en la pequeña localidad de Port-Menier, en el extremo occidental de la isla. Muchos de los habitantes cumplen tareas relacionadas con la conservación de los numerosos faros erigidos por el gobierno canadiense. La costa es peligrosa; los más de 400 naufragios contabilizados han hecho a Anticosti acreedora del sobrenombre de «el cementerio del San Lorenzo». Los dos únicos puertos son Ellis Bay y Fox Bay.

## Historia
Anticosti fue descubierta en 1534 por el explorador francés Jacques Cartier y recibió el nombre de Assomption ("Asunción"). Posteriormente, fue otorgada en 1680 como señorío junto al archipiélago de Mingan a Louis Jolliet por el rey Luis XIV, como recompensa por haber descubierto el río Misisipi, por lo que varios colonos fueron a asentarse en la isla y Jolliet erigió un fuerte y se instaló con su familia en 1681.
Permaneció en la familia Jolliet hasta 1763, cuando fue cedida por Francia al Imperio Británico al acabar la Guerra de los Siete Años. Ese mismo año fue anexada a la isla de Terranova hasta 1774, cuando fue devuelta al Bajo Canadá, pero en 1809 nuevamente fue reincorporada a Terranova hasta 1825, en que definitivamente se unió al Bajo Canadá y con este a la Provincia Unida de Canadá en 1841 y a la Confederación Canadiense en 1867.
En 1895, Anticosti fue comprada por el adinerado chocolatero francés Henri Menier, el cual trató de convertirla en una gran reserva para la caza y la pesca. Menier introdujo varias especies, como los ciervos, además de explotar los recursos naturales como la madera y los minerales. Finalmente, la isla fue comprada por el gobierno del Quebec en 1974.
En 2001 se creó el parque nacional de Anticosti, con 572 km² de superficie.
En la actualidad, Anticosti recibe entre 3.000 y 4.000 cazadores cada año.

## Clima
| Parámetros climáticos promedio de Port Menier (1951–1980) | Parámetros climáticos promedio de Port Menier (1951–1980) | Parámetros climáticos promedio de Port Menier (1951–1980) | Parámetros climáticos promedio de Port Menier (1951–1980) | Parámetros climáticos promedio de Port Menier (1951–1980) | Parámetros climáticos promedio de Port Menier (1951–1980) | Parámetros climáticos promedio de Port Menier (1951–1980) | Parámetros climáticos promedio de Port Menier (1951–1980) | Parámetros climáticos promedio de Port Menier (1951–1980) | Parámetros climáticos promedio de Port Menier (1951–1980) | Parámetros climáticos promedio de Port Menier (1951–1980) | Parámetros climáticos promedio de Port Menier (1951–1980) | Parámetros climáticos promedio de Port Menier (1951–1980) | Parámetros climáticos promedio de Port Menier (1951–1980) |
| Mes                                                       | Ene.                                                      | Feb.                                                      | Mar.                                                      | Abr.                                                      | May.                                                      | Jun.                                                      | Jul.                                                      | Ago.                                                      | Sep.                                                      | Oct.                                                      | Nov.                                                      | Dic.                                                      | Anual                                                     |
| --------------------------------------------------------- | --------------------------------------------------------- | --------------------------------------------------------- | --------------------------------------------------------- | --------------------------------------------------------- | --------------------------------------------------------- | --------------------------------------------------------- | --------------------------------------------------------- | --------------------------------------------------------- | --------------------------------------------------------- | --------------------------------------------------------- | --------------------------------------------------------- | --------------------------------------------------------- | --------------------------------------------------------- |
| Temp. máx. abs. (°C)                                      | 10.2                                                      | 8.3                                                       | 10.7                                                      | 18.3                                                      | 24.4                                                      | 33.1                                                      | 29.2                                                      | 28.9                                                      | 28.2                                                      | 22.0                                                      | 13.9                                                      | 11.1                                                      | 33.1                                                      |
| Temp. máx. media (°C)                                     | −6.2                                                      | -5.7                                                      | -1.8                                                      | 3.5                                                       | 9.3                                                       | 15.8                                                      | 19.0                                                      | 18.0                                                      | 13.6                                                      | 8.1                                                       | 2.7                                                       | -3.5                                                      | 6.1                                                       |
| Temp. media (°C)                                          | −10.5                                                     | −10.9                                                     | -5.9                                                      | -0.5                                                      | 5.5                                                       | 11.2                                                      | 15.3                                                      | 13.9                                                      | 9.8                                                       | 4.4                                                       | -0.7                                                      | −7.3                                                      | 2.0                                                       |
| Temp. mín. media (°C)                                     | −15.0                                                     | −16.1                                                     | −10.7                                                     | -4.4                                                      | 1.4                                                       | 6.6                                                       | 11.5                                                      | 9.7                                                       | 5.8                                                       | 0.6                                                       | -4.0                                                      | −10.9                                                     | -2.1                                                      |
| Temp. mín. abs. (°C)                                      | −36.7                                                     | −37.8                                                     | −38.3                                                     | −23.0                                                     | −12.8                                                     | -5.0                                                      | 0.6                                                       | 0.6                                                       | -6.7                                                      | −11.1                                                     | −22.2                                                     | −32.2                                                     | −38.3                                                     |
| Precipitación total (mm)                                  | 79.5                                                      | 65.6                                                      | 53.6                                                      | 54.3                                                      | 75.1                                                      | 79.6                                                      | 85.0                                                      | 80.8                                                      | 86.8                                                      | 92.5                                                      | 81.0                                                      | 74.1                                                      | 907.9                                                     |
| Lluvias (mm)                                              | 11.7                                                      | 7.5                                                       | 6.4                                                       | 26.1                                                      | 69.9                                                      | 79.6                                                      | 85.0                                                      | 80.8                                                      | 86.8                                                      | 85.6                                                      | 55.5                                                      | 15.1                                                      | 610.0                                                     |
| Nevadas (cm)                                              | 78.4                                                      | 62.1                                                      | 51.9                                                      | 28.8                                                      | 5.2                                                       | 0.0                                                       | 0.0                                                       | 0.0                                                       | 0.0                                                       | 6.0                                                       | 30.5                                                      | 64.9                                                      | 327.8                                                     |
| Días de precipitaciones (≥ 0.2 mm)                        | 16                                                        | 12                                                        | 10                                                        | 11                                                        | 11                                                        | 10                                                        | 12                                                        | 11                                                        | 10                                                        | 12                                                        | 12                                                        | 14                                                        | 141                                                       |
| Días de lluvias (≥ 0.2 mm)                                | 3                                                         | 1                                                         | 2                                                         | 6                                                         | 10                                                        | 10                                                        | 12                                                        | 11                                                        | 10                                                        | 12                                                        | 7                                                         | 2                                                         | 86                                                        |
| Días de nevadas (≥ 0.2 cm)                                | 14                                                        | 10                                                        | 9                                                         | 5                                                         | 1                                                         | 0                                                         | 0                                                         | 0                                                         | 0                                                         | 1                                                         | 6                                                         | 13                                                        | 59                                                        |
| Horas de sol                                              | 77.6                                                      | 121.0                                                     | 137.0                                                     | 163.8                                                     | 243.2                                                     | 243.8                                                     | 243.8                                                     | 253.2                                                     | 172.4                                                     | 127.4                                                     | 95.5                                                      | 62.8                                                      | 1941.5                                                    |
| Fuente: Environment Canada                                |                                                           |                                                           |                                                           |                                                           |                                                           |                                                           |                                                           |                                                           |                                                           |                                                           |                                                           |                                                           |                                                           |